# (10454) Vallenar
(10454) Vallenar (1978 NY) – planetoida z pasa głównego asteroid okrążająca Słońce w ciągu 3,58 lat w średniej odległości 2,34 j.a. Odkryta 9 lipca 1978 roku.